# Rafael Hernández Villalpando
Rafael Hernández Villalpando (Xalapa, Veracruz; 8 de noviembre de 1947) es un político, abogado y académico veracruzano miembro del Partido Movimiento de Regeneración Nacional. Fue diputado federal por el Estado de Veracruz representando al Distrito 10 del municipio de Xalapa.
Se desempeñó como Subsecretario de Gobierno en el estado de Veracruz (1988-91). Fungió como Secretario Académico (1988), y Rector de la Universidad Veracruzana (1991-1992); también es fundador de la Fundación de la Universidad Veracruzana, A.C.
Fue el primer alcalde de oposición en el municipio de Xalapa (1998-2000), cargo del cual, fue desaforado el 28 de septiembre de 2000 debido a la imputación por el delito de bigamia, por el cual tuvo orden de aprehensión y estuvo prófugo.

## Formación Académica
Es Licenciado en Derecho por la Universidad Veracruzana. Especialista en Derecho Constitucional (Universidad Sacro Cuore, Milán, Italia) y Maestro en Derecho por la Universidad Nacional Autónoma de México (UNAM, 1979).

## Ámbito legislativo
En la LXIV Legislatura del Congreso de la Unión, actualmente funge como Presidente de la Comisión Bicamaral del Canal de Televisión del Congreso General de los Estados Unidos Mexicanos, Secretario de la Comisión de Radio y Televisión e Integrante de la Comisión de Desarrollo Urbano, Ordenamiento Territorial y Movilidad.

## Conflicto con la basura

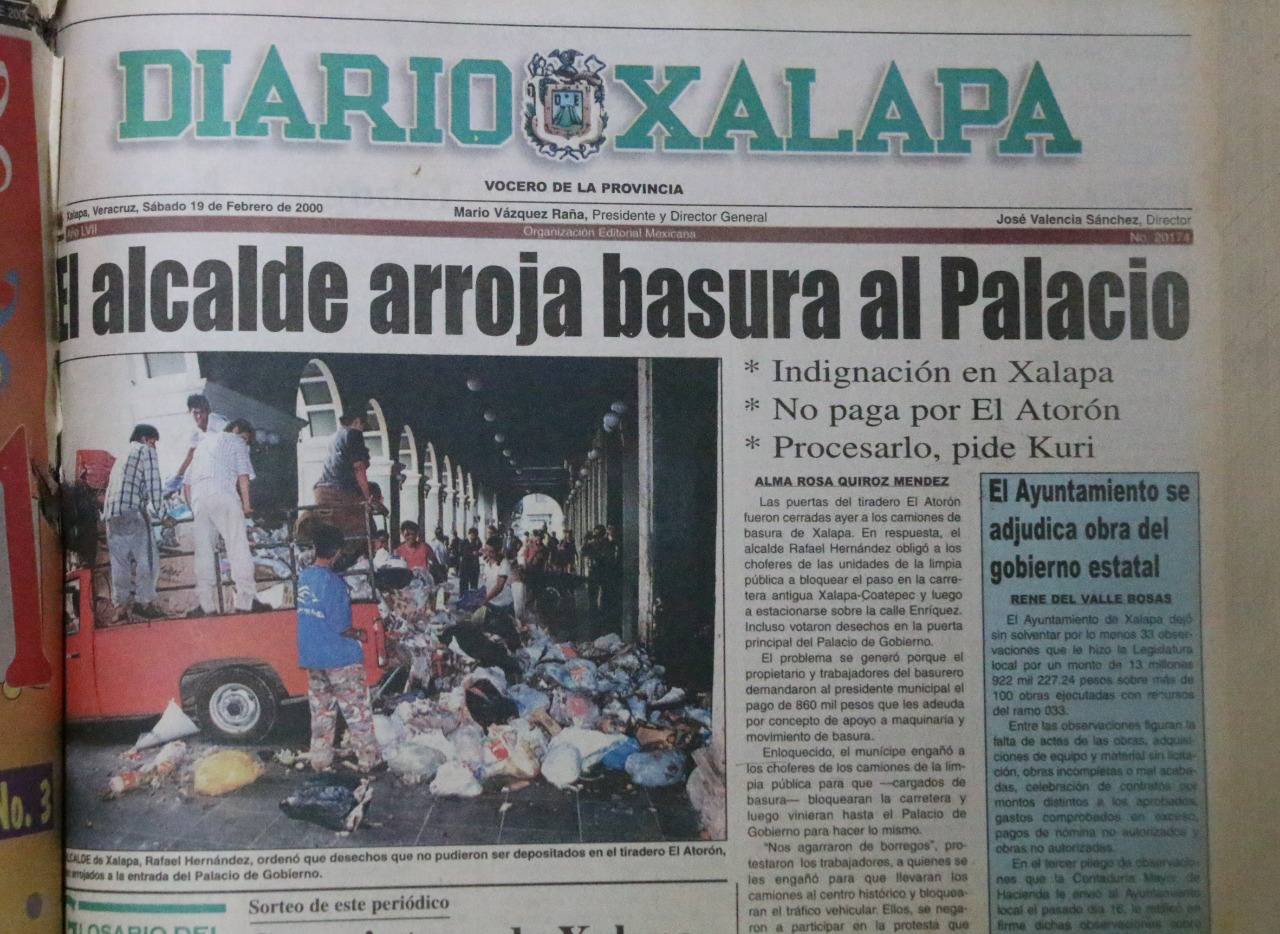
Primera plana del diario de Xalapa del 19 de febrero de 2000

Siendo presidente municipal de la ciudad de Xalapa, durante el mes de febrero de 2000 tomó la decisión de arrojar una camionada de basura en la entrada del palacio de gobierno del estado de Veracruz, apoyado por el entonces regidor del Ayuntamiento y ex aspirante a la alcaldía de Xalapa, Alfonso Váquez Cuevas.

## Desafuero
El 29 de julio de 2000, El procurador de Justicia del estado, Pericles Namorado Urrutia, solicitó al congreso local el desafuero del alcalde de Xalapa, Rafael Hernández Villalpando, para que respondiera por el delito de bigamia. En el oficio enviado a la legislatura, se informa que el 17 de mayo del 2000, se inició la averiguación previa 359/2000/AI, por denuncia de hechos presentada por Karina María Porras Pacheco en contra de Rafael Hernández Villalpando, debido a que el denunciado contrajo matrimonio por la vía civil con Leonora Gabriela Bustos Díaz el 14 de enero de 1995, en esta ciudad, y posteriormente contrajo un segundo matrimonio con la señora Kartazina Sofía Acosta Goszczyñska, el 3 de julio de 1999, ante el encargado del registro civil de Jalapa, sin haberse divorciado.
El político fue desaforado pero no lo pudieron aprehender. Huyó en la cajuela del auto de un abogado xalapeño, aunque otra versión indica que no iba en la cajuela sino en el piso de la parte trasera del vehículo, oculto entre tapetes oscuros, dejando en el cargo a su suplente María Teresa Chaires.